# 諏方國
諏方國（日语：〔〕／ Suwanokuni）是過去作為地方行政單位的諸國之一，位於東山道，相當於現在的長野縣東南部的地區。僅存在了一段短時間。

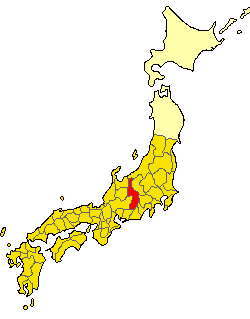
諏方國的位置（721年）

## 沿革
日本養老5年（721年）六月二十六日時從信濃國分立出來。其領域乃推測是以諏方郡（之後的諏訪郡）為中心的南部，而與信濃國之間的境界則不明。國府的所在地亦不明。同年8月19日時附加到美濃按察使的支配之下。信濃國也從之前便在美濃按察使的支配下，並將之承襲下來。天平3年（731年）三月七日時廢置，併回到信濃國。

## 脚注
1. ↑  出自《續日本紀》對應該年月之條。以下沒有特別註記的段落也是同樣比照。

## 関連項目
- 日本令制國列表